# Puente del Avon
El puente del Avon es una estructura ferroviaria que cruza sobre el río Avon en Brislington (Bristol, Reino Unido). Fue construido en 1839 por Isambard Kingdom Brunel, y ha sido designado por Historic England como un monumento catalogado de Grado I. El puente original, un viaducto de sillería de tres vanos, fue posteriormente ampliado mediante una celosía metálica a cada lado.
El contrato para la construcción del puente se adjudicó originalmente a William Ranger, quien se retrasó en la ejecución de las obras, de manera que se le incautaron sus instalaciones para que el Great Western Railway pudiera terminar la estructura por su cuenta. Ranger inició procedimientos legales contra la compañía ferroviaria, pero finalmente fueron anulados por Lord Cranworth.
El puente, situado unos 300 m al oeste aguas abajo de Netham Weir, permite el cruce de la Línea Principal del Great Western sobre el río Avon para poder acceder hacia la Estación de Bristol Temple Meads.

## Construcción

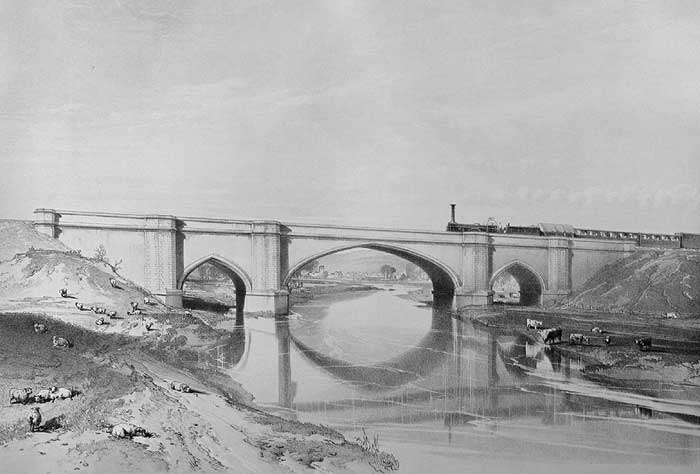
El puente hacia 1840, según un dibujo de John Cooke Bourne

La compañía del Great Western Railway contrató a Isambard Kingdom Brunel para construir un puente en el acceso este a la Estación de Bristol Temple Meads. Brunel diseñó un puente de mampostería con un amplio arco central y un arco más pequeño a cada lado (los tres arcos son de estilo gótico). Toda la estructura está hecha de piedra de sillería, e incorpora una serie de contrafuertes semioctogonales. Se completó en 1839, pero posteriormente se añadió un puente de vigas de celosía a cada lado del puente del Avon para ensancharlo, obstaculizando la visión de la estructura original. La estructura pasó a ser Listada de Grado I el 8 de junio de 1990.
El contrato para la construcción del puente se adjudicó a William Ranger en marzo de 1836, y las obras comenzaron en abril. Se pretendía que la piedra del puente procediese de la excavación del cercano Túnel Número 1. Ranger se retrasó en el programa de la obra acordado y, en 1838, cuando los accionistas tenían la intención de poner en servicio la línea, el Great Western Railway declaró que su trabajo no era satisfactorio. Según los términos del contrato firmado, la compañía ferroviaria se hizo cargo las instalaciones de obra para completar los trabajos por su cuenta. Ranger valoró su planta en 70.000 libras (6553384) e inició un proceso legal contra el Great Western Railway, afirmando que lo habían engañado sobre la naturaleza de la piedra que estaba cortando, creyendo que era arenisca y descubriendo que era roca de Pennant, bastante más dura. También se quejó de que Brunel era accionista de la compañía del Great Western Railway, un hecho del que Ranger no estaba al tanto cuando asumió el contrato. El caso finalmente fue resuelto por Lord Cranworth, quien declaró que Ranger no podía rechazar los términos del contrato.